# وارن ديلانو روبنز
وارن ديلانو روبنز (بالإنجليزية: Warren Delano Robbins)‏ هو دبلوماسي أمريكي، ولد في 3 سبتمبر 1885 في بروكلين في الولايات المتحدة، وتوفي في 7 أبريل 1935 بسبب ذات الرئة.